# Elmurat Tasmuradov
Elmurat Tasmuradov (* 12. Dezember 1991 in der Provinz Taschkent, Sowjetunion) ist ein usbekischer Ringer.

## Karriere
Elmurat Tasmuradov nahm an den Olympischen Spielen 2012 teil. Im Bantamgewicht schied er jedoch im Achtelfinale gegen den Ungarn Péter Módos aus. Bei den Olympischen Spielen 2016 in Rio de Janeiro trat er erneut im Bantamgewicht an und konnte dort die Bronzemedaille gewinnen.
Tasmuradov ist 5-facher Asienmeister.